# Larmor-Plage
Larmor-Plage település Franciaországban, Morbihan megyében. Lakosainak száma 8368 fő (2022. január 1.). Larmor-Plage Lorient és Ploemeur községekkel határos.

## Népesség
A település népességének változása:
| Lakosok száma | 5877 | 6373 | 8078 | 8428 | 8204 | 8182 | 8299 | 8319 | 8277 | 8368 |
|               | 1968 | 1982 | 1990 | 2006 | 2013 | 2015 | 2017 | 2019 | 2020 | 2022 |